# Т-28 (трактор)
Т-28 — колёсный трактор на базе ДТ-24, выпускавшийся Владимирским тракторным заводом с 1958 по 1972 год и Ташкентским тракторным заводом с 1970 по 1995 год. Трактор предназначен для междурядной обработки пропашных культур, пахоты легких почв в садах и теплицах, для работы с косилкой, а также для мелких транспортных работ. Трактор имеет полурамную компоновку с несущей коробкой передач и задним мостом. Двигатель установлен на полураме, жестко соединенной с картером коробки передач. Задние ведущие колёса имеют увеличенный диаметр и жесткую подвеску. Передние направляющие колёса уменьшенного диаметра. Привод только на задние колёса. Трактор имеет регулируемую колею и регулируемый дорожный просвет передних колёс. Для работы в междурядьях на трактор могут устанавливаться сменные задние колёса уменьшенной ширины. Для работы на крутых склонах колея может быть увеличена за счет установки задних колёс «наизнанку».
На тракторе установлен двухцилиндровый четырёхтактный дизельный двигатель воздушного охлажения Д-28, Владимирского тракторного завода. Мощность двигателя Д-28 составляет 28 л.с. Запуск двигателя производится пусковым бензиновым двигателем ПД8. Трансмиссия механическая.

## Модификации

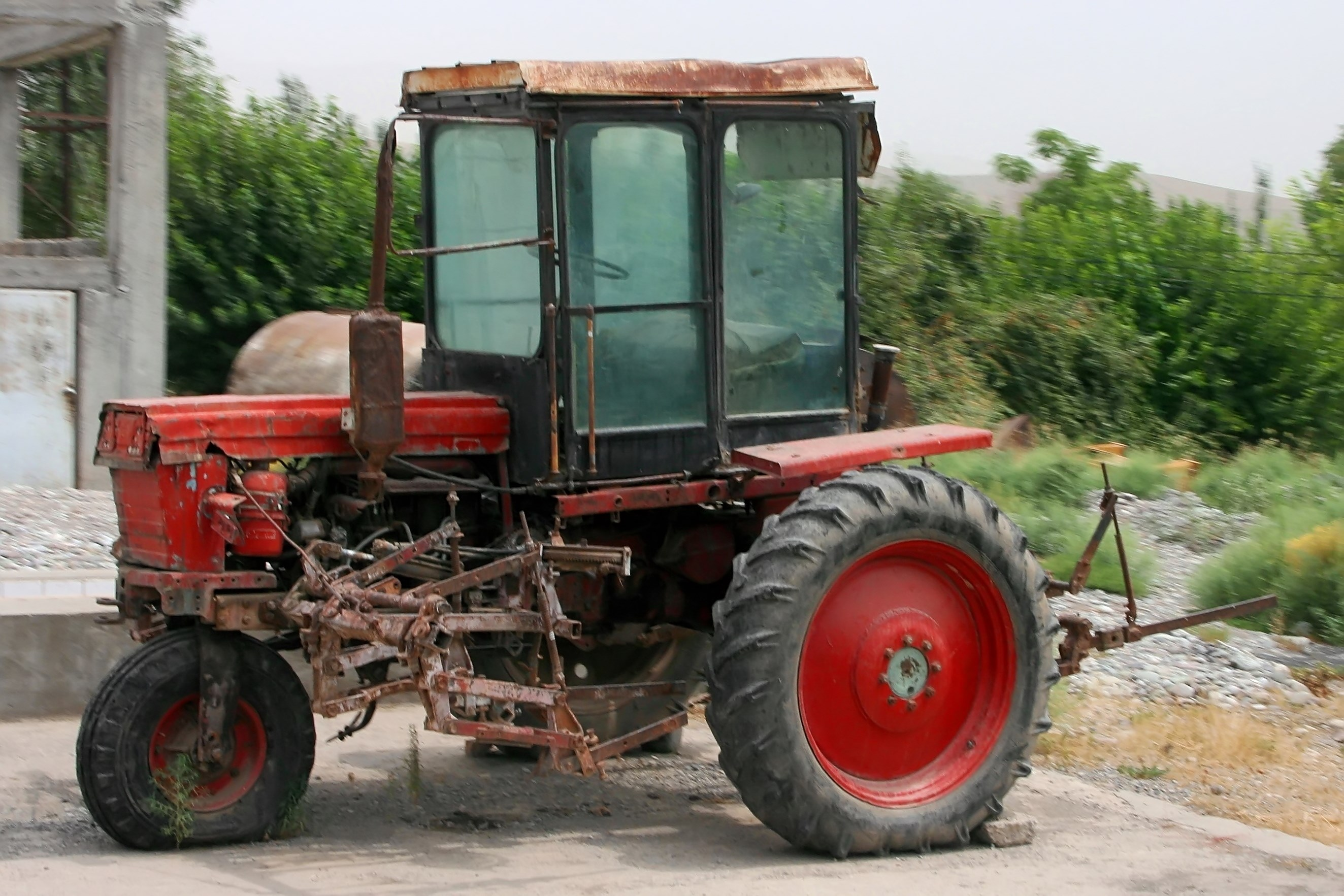
Т-28Х3

Владимирским тракторным заводом выпускалась трехколёсная хлопководческая модификация трактора Т-28Х отличавшаяся увеличенным дорожным просветом. В 1970 году производство модификаций Т-28Х было передано на Ташкентский тракторный завод, где до 1995 года выпускались различные улучшенные модификации хлопководческого трактора Т-28Х.
Трактор Т-28А отличается от Т-28 наличием переднего ведущего моста с постоянной колеей направляющих колес. Т-28П - пропашной трактор повышенной проходимости с четырьмя ведущими колесами. Тракторы Т-28М2, Т-28П2 и Т-28Х2 в отличие от Т-28М, Т-28П и Т-28Х оснащались двигателем Д-37В вместо двигателя Д-30. Тракторы Т-28М, Т-28М2, Т-28П и Т-28П2 оснащены механическим догружателем задних колес.
| Модификация | Двигатель | Мощность, л/с | Количество колес | Годы выпуска на ВТЗ | Годы выпуска на ТТЗ |
| ----------- | --------- | ------------- | ---------------- | ------------------- | ------------------- |
| Т-28        | Д-28      | 28            | 4                | 1958-1964           | не выпускался       |
| Т-28А       | Д-28      | 28            | 4                | 1961-1972           | не выпускался       |
| Т-28Б       | Д-28      | 28            | 4                | 1961-1972           | не выпускался       |
| Т-28М       | Д-30      | 30            | 4                | 1961-1972           | не выпускался       |
| Т-28М2      | Д-37В     | 37            | 4                | 1962-1972           | не выпускался       |
| Т-28П       | Д-30      | 30            | 4                |                     | не выпускался       |
| Т-28П2      | Д-37В     | 37            | 4                | 1961-1972           | не выпускался       |
| Т-28Х       | Д-30      | 30            | 3                | 1960-1961           | не выпускался       |
| Т-28Х2      | Д-37В     | 37            | 3                | 1961-1963           |                     |
| Т-28Х3      | Д-37М     | 40            | 3                | 1966-1968           | с 1970              |
| Т-28Х4      | Д-37Е     | 50            | 3                | 1968-1971           | с 1970              |
| Т-28Х4М-А   | Д-144     | 63            | 3                | не выпускался       | до 1995             |
| Т-28Х4М-АС  | Д-144     | 63            | 4(3)             | не выпускался       | до 1995             |
| Т-28Х4М-АС1 | Д-144     | 63            | 4                | не выпускался       | до 1995             |